# Rhaphidophora jambi
Rhaphidophora jambi är en insektsart som beskrevs av Andrej Vasiljevitj Gorochov 2002. Rhaphidophora jambi ingår i släktet Rhaphidophora och familjen grottvårtbitare. Inga underarter finns listade i Catalogue of Life.